# 立花芽惠夢
立花芽惠夢（4月25日—）是日本的女性聲優，神奈川縣出身。VIMS前所屬。

## 人物
原本很討厭自己的聲音，但當知道聲優這個職業後決定活用自己的聲音。
興趣是觀察人、散步、唱童謠、鋼琴、料理、跳舞、體操。目前就讀日本播音演技研究所。

## 演出作品
※粗體字為主要角色。

### 電視動畫
2015年
- 槍與面具（女高中生）

2016年
- 魔法護士小麥R（光希[4]）
- 少年女僕（松木友惠）
- 在下坂本，有何貴幹？（女學生）
- 月歌。THE ANIMATION（女孩子）
- 齊木楠雄的災難（女性）

2017年
- 噗利噗利奇（小孩）

2018年
- 漫畫女孩（女子）
- 工作細胞（血小板2）

2019年
- Re:Stage！Dream Days♪（柊香惠[5]）

2022年
- 終末的後宮（杉山兔水）

### 遊戲
2016年
- 家電少女（桃）
- 幻獸姬（夏倫）
- 為了誰的鍊金術師（艾妮絲）
- 魔女異聞錄：伊絲塔利亞傳說（艾亞爾、莫蕾雅、烏爾塔爾）
- Puzzles of Empires（腓特烈[6]）

2018年
- 天華百劍-斬-（螢丸國俊）

### 廣播劇CD
- 廣播劇CD Re:Stage！〜 廣播劇的練習 〜 Vol.1[7]

### 網路電視
- Re:Stage！ 〜NICO生的練習〜（2015年11月11日－2016年10月12日，NICONICO直播）[8]
- Re:Stage！ KIRARIN☆NICO生（2016年11月16日－2017年10月11日，NICONICO直播）[9]
- Re:STAGE! ch～Remembers TV～（2017年11月16日－，YoutubeLIVE）[10]

### 其他
- Re:Stage！（2015年、小說）柊香惠[11]

### 音樂CD
| 發售日   | 名稱                   | 演唱名義             | 歌曲名稱                                       | 商業搭配                                  |
| 2016年   | 2016年                 | 2016年               | 2016年                                         | 2016年                                    |
| -------- | ---------------------- | -------------------- | ---------------------------------------------- | ----------------------------------------- |
| 3月16日  | Startin' My Re:STAGE!! | KiRaRe               | 「Startin' My Re:STAGE!!」                     | 《Re:Stage！》相關歌曲                    |
| 8月17日  |                        | KiRaRe               | 「」 「」                                      | 《Re:Stage！》相關歌曲                    |
| 2017年   |                        |                      |                                                |                                           |
| 1月18日  | 憧れFuture Sign        | KiRaRe               | 「憧れFuture Sign」 「」                       | 《Re:Stage！》相關歌曲                    |
| 5月17日  |                        | KiRaRe               | 「Do it!! PARTY!!」 「GROWING!!」 「CЯY」 「」 | 《Re:Stage！》相關歌曲                    |
| 12月20日 |                        | KiRaRe               | 「」 「WINTER JEWELS」                         | 《Re:Stage！》相關歌曲                    |
| 2018年   |                        |                      |                                                |                                           |
| 8月22日  | 367Days                | KiRaRe               | 「367Days」 「」                               | 《Re:Stage！》相關歌曲                    |
| 2019年   |                        |                      |                                                |                                           |
| 3月27日  |                        | KiRaRe               | 「」 「」                                      | 《Re:Stage！》相關歌曲                    |
| 7月24日  | Don't think,!!         | KiRaRe               | 「Don't think,!!」                             | 電視動畫《Re:Stage！Dream Days♪》片頭曲   |
| 7月24日  | Don't think,!!         | KiRaRe               | 「憧れFuture Sign（Piano Strings Arrange）」   | 電視動畫《Re:Stage！Dream Days♪》片尾曲   |
| 8月21日  |                        | 柊香惠（立花芽惠夢） | 「」                                           | 電視動畫《Re:Stage！Dream Days♪》相關歌曲 |

### 组合成员
1. 1 2 3 4  式宮舞菜（牧野天音）、月坂紗由（鬼頭明里）、市杵島瑞葉（田澤茉純）、柊香惠（立花芽惠夢）、本城香澄（岩橋由佳） 、長谷川美依（空見雪）

## 外部連結
- 事務所官方簡歷 （页面存档备份，存于）（日語）